# 香春町
香春町（かわらまち）は、福岡県田川郡に属し、筑豊を形成する自治体の一つ。田川地区北部に位置する町。

## 地理
福岡県の北東部、筑豊地域の北東端部に位置している。町域南西端部を除きほとんどが山地となっている。町西部にある牛斬山や町北部の龍ヶ鼻には行楽シーズンの春を中心に一年を通じて一番多くの登山者が来訪する。町域西部にある香春岳は主に石灰岩で形成された山であり、五木寛之の小説『青春の門』に登場し有名になった。
みやこ町と接する仲哀峠には新仲哀トンネルなどの合計3本のトンネルが貫く。また同町と接する大坂山にはテレビ・FMラジオ放送局（※LOVE FMを除く）の中継所がある。
香春岳には、野生のニホンザルが多数生息する。牛斬山には、野生のイノシシが多数生息する。春には、町の鳥に指定されているウグイスも、見ることができる。春には採銅所駅前の桜が咲き誇り、隠れた名所となっている。

### 隣接する自治体・行政区
- 北九州市（小倉南区）
- 田川市
- 田川郡
  - 赤村
  - 大任町
  - 福智町
- 京都郡
  - みやこ町

## 歴史
8世紀に編纂された文書「風土紀」に、香春町が初めて公式文書に登場しており、町名の由来は古代朝鮮語にある。古くから朝鮮半島にゆかりがあったとされ、朝鮮にかかわる地名も残っている。1935年には石灰石を産出する「香春鉱山」に浅野セメント（後の太平洋セメント）香春工場が進出し、セメント産業を中心に発展した。
- 8世紀 - 東大寺大仏建立のため、採銅所の銅が使われる。
- 1866年 - 長州征討で長州藩に小倉城を奪われた小倉藩が香春に移転する（香春藩）。
- 1887年 - 香春町と下香春村が合併し、香春村となる。
- 1889年4月1日 - 町村制施行に伴い、一村単独で田川郡香春村が成立。
- 1898年7月22日 - 香春村が町制施行。香春町となる。
- 1956年9月30日 - 香春町と勾金村・採銅所村が対等合併し、新町制による香春町が発足。
- 1961年3月9日 - 上清炭鉱で坑内火災。閉じ込められた71人が死亡。死亡者数は戦後最大[2]。
- 1967年 - 全長1220mの新仲哀トンネル（2代目）開通。
- 1974年 - テレビドラマ青春の門制作のため、ロケが行われる。田中健・大竹しのぶ撮影関係者福岡県立田川高等学校にて映画の冒頭シーンを撮る。当時の学生ら多数エキストラで出演した。
- 1987年 - シンボルを制定する。
- 1993年 - 香春町立香春小学校新校舎を竣工。
- 2005年3月25日 - 新仲哀トンネル貫通式。
- 2005年4月1日 - 香春町子育て支援センターオープン。
- 2007年 - 香春町立採銅所小学校新校舎を竣工。
- 2007年3月5日 - 全長1365mの新仲哀トンネル（3代目）が開通し、2代目の新仲哀トンネルが閉鎖[3]。
- 2009年10月 - 道の駅香春わぎえの里が開業。
- 2021年 - 香春町立香春思永館を竣工

### 歴代町長
- 加治忠一（2002年2月24日 - 2018年2月23日）4期
- 筒井澄雄（2018年2月24日 - 2021年7月10日）1期 （健康上の理由により辞職[4]）

## 行政

### 町長
- 鶴我繁和（1期目）
- 任期：2025年8月7日

### 町議会
- 定数：13人
- 任期：2025年3月29日

### 消防
- 田川地区消防本部
  - 香春分遣所

### 警察
- 福岡県警察田川警察署
  - 香春交番

### 選挙区
- 衆議院議員総選挙の小選挙区は福岡県第11区。
- 福岡県議会の選挙区は田川郡選挙区に属す。

## シンボル
シンボルは、町制30周年記念の1987年に公募により制定された。
- 町の花：梅 - 当町には約10000本の梅が植えられている。
- 町の木：銀杏
- 町の鳥：ウグイス
- 町の色：緑

## 地域
- 香春町は、香春地区・採銅所地区・中津原地区・勾金地区の4地区から成り立っている。

### 人口
| |                                        |  |
| 香春町と全国の年齢別人口分布（2005年） | 香春町の年齢・男女別人口分布（2005年） |  |
| ■紫色 ― 香春町 ■緑色 ― 日本全国 | ■青色 ― 男性 ■赤色 ― 女性              |  |
| 香春町（に相当する地域）の人口の推移 \| 1970年（昭和45年） \| 14,917人 \| \| \| 1975年（昭和50年） \| 14,534人 \| \| \| 1980年（昭和55年） \| 14,716人 \| \| \| 1985年（昭和60年） \| 15,245人 \| \| \| 1990年（平成2年） \| 14,476人 \| \| \| 1995年（平成7年） \| 13,892人 \| \| \| 2000年（平成12年） \| 13,104人 \| \| \| 2005年（平成17年） \| 12,369人 \| \| \| 2010年（平成22年） \| 11,685人 \| \| \| 2015年（平成27年） \| 10,861人 \| \| \| 2020年（令和2年） \| 10,191人 \| \| |                                        |  |
| 総務省統計局 国勢調査より |                                        |  |
| 1970年（昭和45年） | 14,917人                               |  |
| 1975年（昭和50年） | 14,534人                               |  |
| 1980年（昭和55年） | 14,716人                               |  |
| 1985年（昭和60年） | 15,245人                               |  |
| 1990年（平成2年） | 14,476人                               |  |
| 1995年（平成7年） | 13,892人                               |  |
| 2000年（平成12年） | 13,104人                               |  |
| 2005年（平成17年） | 12,369人                               |  |
| 2010年（平成22年） | 11,685人                               |  |
| 2015年（平成27年） | 10,861人                               |  |
| 2020年（令和2年） | 10,191人                               |  |

### 教育

#### 高等学校
- 福岡県立田川高等学校

#### 義務教育学校
- 香春町立香春思永館

#### 小・中学校（2020年度限りで閉校）

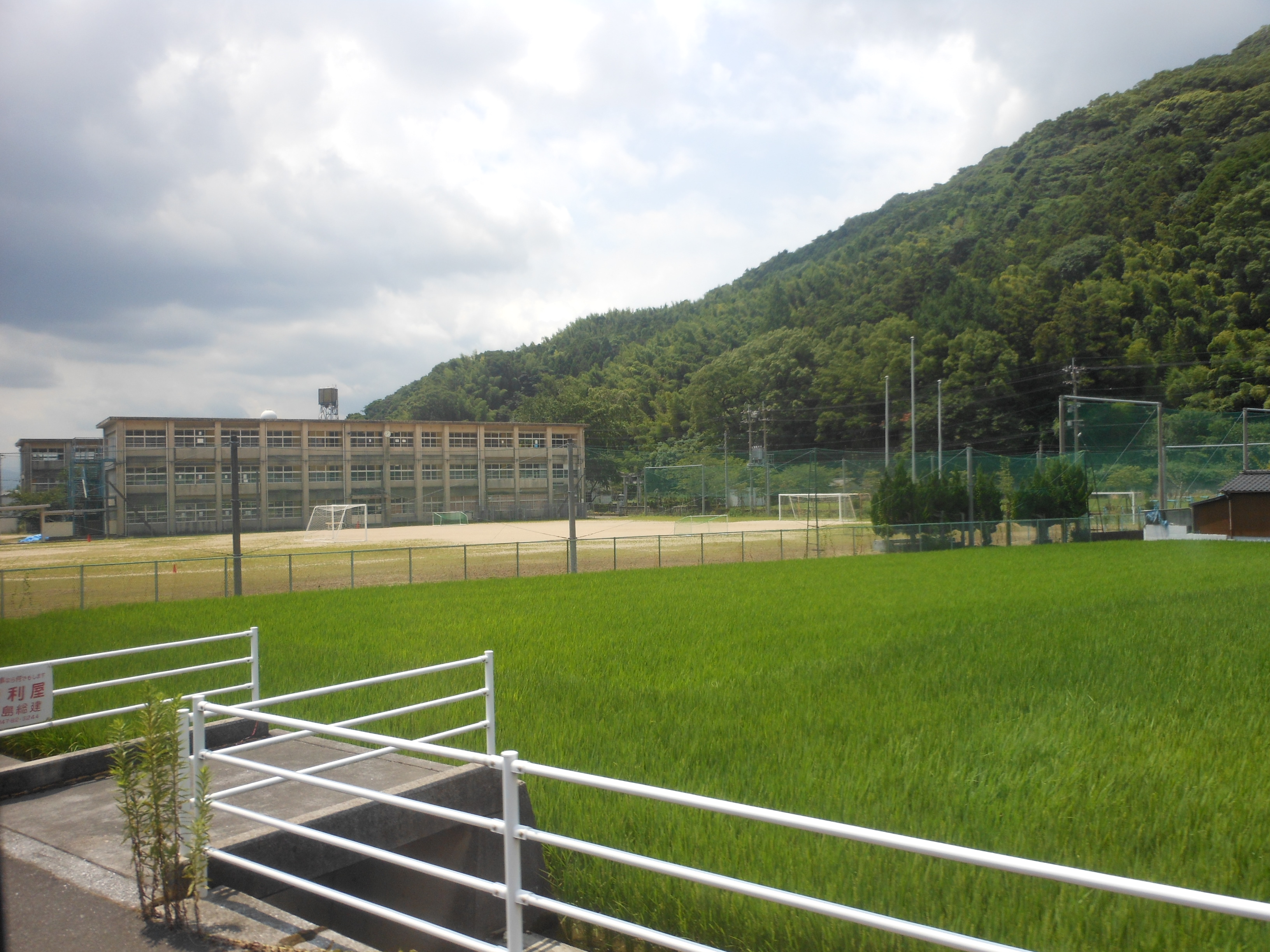
香春中学校

2020年度まで以下の各校があったが、2020年度をもってすべて閉校し、新設の義務教育学校である香春町立香春思永館に移行した。
香春町立
- 香春中学校
- 勾金中学校
- 香春小学校
- 採銅所小学校
- 中津原小学校
- 勾金小学校

### 地域施設
- 香春町役場
- 香春町図書室
- フレッシュワークかわら
- 香春町子育て支援センター
- 香春町運動公園
- 隣保館
- 香泉荘
- なごみの杜
- 柿下温泉（現在休業中）
- 香春町勤労者体育センター
- 道の駅香春わぎえの里

### 地名
- 大字柿下（旧勾金村）: 字柿下
- 大字鏡山（旧勾金村）: 字岩原、字大君原、字鏡山、字上岩原、字呉
- 大字香春: 字魚町、字五徳、字新町、字三角、字殿町、字中組、字長畑、字ハコ町、字本町、字前川原、字前村、字山下
- 採銅所（旧採銅所村）: 字採銅所一、字採銅所二、字採銅所三、字採銅所四、字採銅所五、字採銅所六、字採銅所七、字採銅所八、字採銅所九
- 大字高野（旧勾金村）: 字上高野、字下高野一区、字下高野二区
- 大字中津原（旧勾金村）: 字一本松、字浦松、字上清団地、字紫竹原、字高松団地、字鎮西町、字中津原、字東紫竹原団地、字不動、字平成区、字豊産、字三井、字南紫竹原、字宮尾一区、字宮尾二区、字宮尾三区

## 交通

### 鉄道

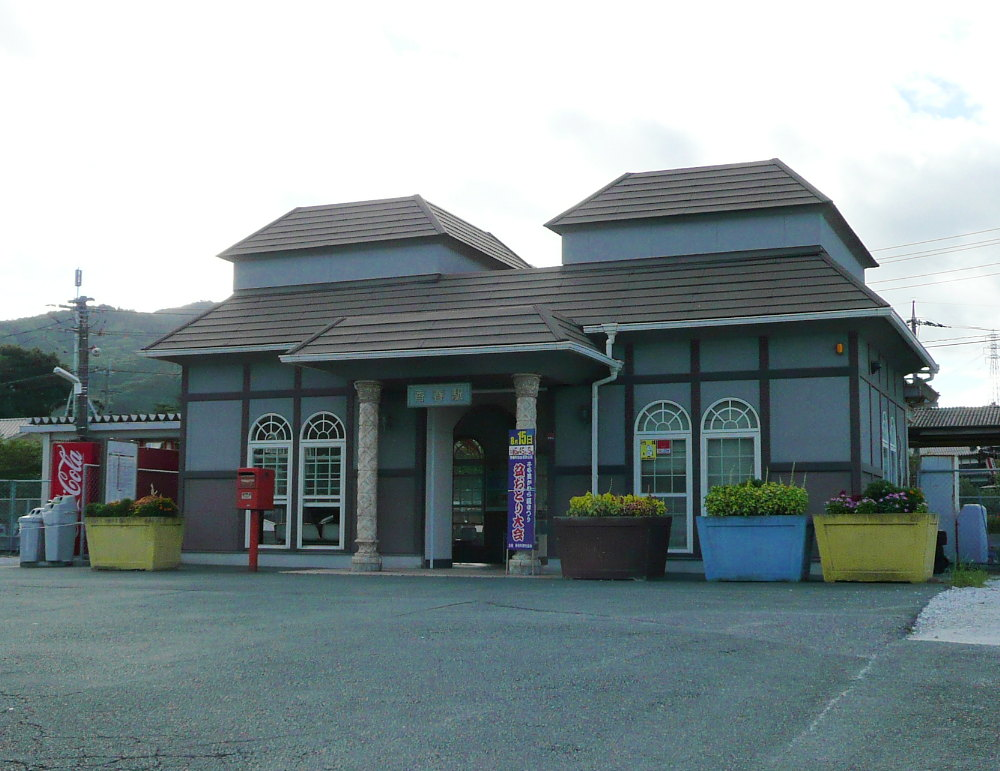
香春駅

北九州市と境界を成す、日田彦山線の金辺峠には1915年に完成した、全長1450mの金辺トンネルが南北に貫く。
- 九州旅客鉄道（JR九州）
  - 日田彦山線：採銅所駅 - 香春駅 - 一本松駅
- 平成筑豊鉄道
  - 田川線：柿下温泉口駅 - 勾金駅

### 路線バスなど
- 西鉄バス（西鉄バス筑豊） - 福岡市・篠栗町・飯塚市・田川市・香春町を結ぶ特急バスを運行している。かつては町内に多数の路線があったがその多くが廃止された。2021年10月1日より前日限りで廃止となった後藤寺 - 中谷（北九州市小倉南区）間の代替として、福岡天神と筑豊を結ぶ特急バスの一部が香春町役場まで延伸され運行されており、現在ではこれが香春町内における唯一の西鉄バス路線となっている。
  - 西鉄天神高速バスターミナル - 篠栗北 - 飯塚バスターミナル - 新飯塚駅 - 仁保 - 道の駅いとだ - 後藤寺 - 伊田駅 - 福岡県立大学 - 一本松 - 香春町役場
- 太陽交通 - かつて西鉄バスが運行していた行橋市・香春町・田川市を結ぶ路線の代替として、香春町中心部と行橋市を結ぶ路線を運行している。
  - ゆめタウン行橋 - 行橋駅 - 延永 - 新勝山 - 新町入口 - 呉 - 道の駅香春 - 香春町役場
- かわらくバス - オンデマンド運行の予約制乗合バス。町内各地に設けられた停留所相互間で利用可能（香春町在住者は自宅を事前登録することにより自宅発着での利用が可能）。2024年4月1日よりコミュニティバスの代替として運行開始した。

### 道路
筑豊地区と、北九州市・京築地区とを結ぶ交通の要衝で、国道201号と国道322号が交わっている。北九州市小倉南区との境界にある金辺峠には3本の道路トンネルが峠を貫いている。また、仲哀峠にもトンネルが貫く。
2007年3月5日に歩道付きで全長1365mの新仲哀トンネルが開通し、1889年開通の仲哀トンネルと1967年開通の新仲哀隧道（トンネル）は老朽化のため、現在は閉鎖されている。仲哀峠付近の国道201号、金辺峠付近の国道322号では路面凍結や積雪で交通障害が発生しやすい。
高速道路
町内に高速道路は通っていない。最寄りインターチェンジは以下の通り。
- E3 九州自動車道
  - (3) 小倉南インターチェンジ（北九州市小倉南区）
- E10 東九州自動車道
  - (2) 行橋インターチェンジ（行橋市）
  - (2-1) 今川スマートインターチェンジ（行橋市）
  - (3) みやこ豊津インターチェンジ（京都郡みやこ町）

一般国道
- 国道201号
- 国道322号

主要地方道
- 福岡県道52号八女香春線
- 福岡県道64号苅田採銅所線

一般県道
- 福岡県道204号田川犀川線
- 福岡県道405号香春糸田線
- 福岡県道418号英彦山香春線
- 福岡県道429号採銅所停車場線

## 経済

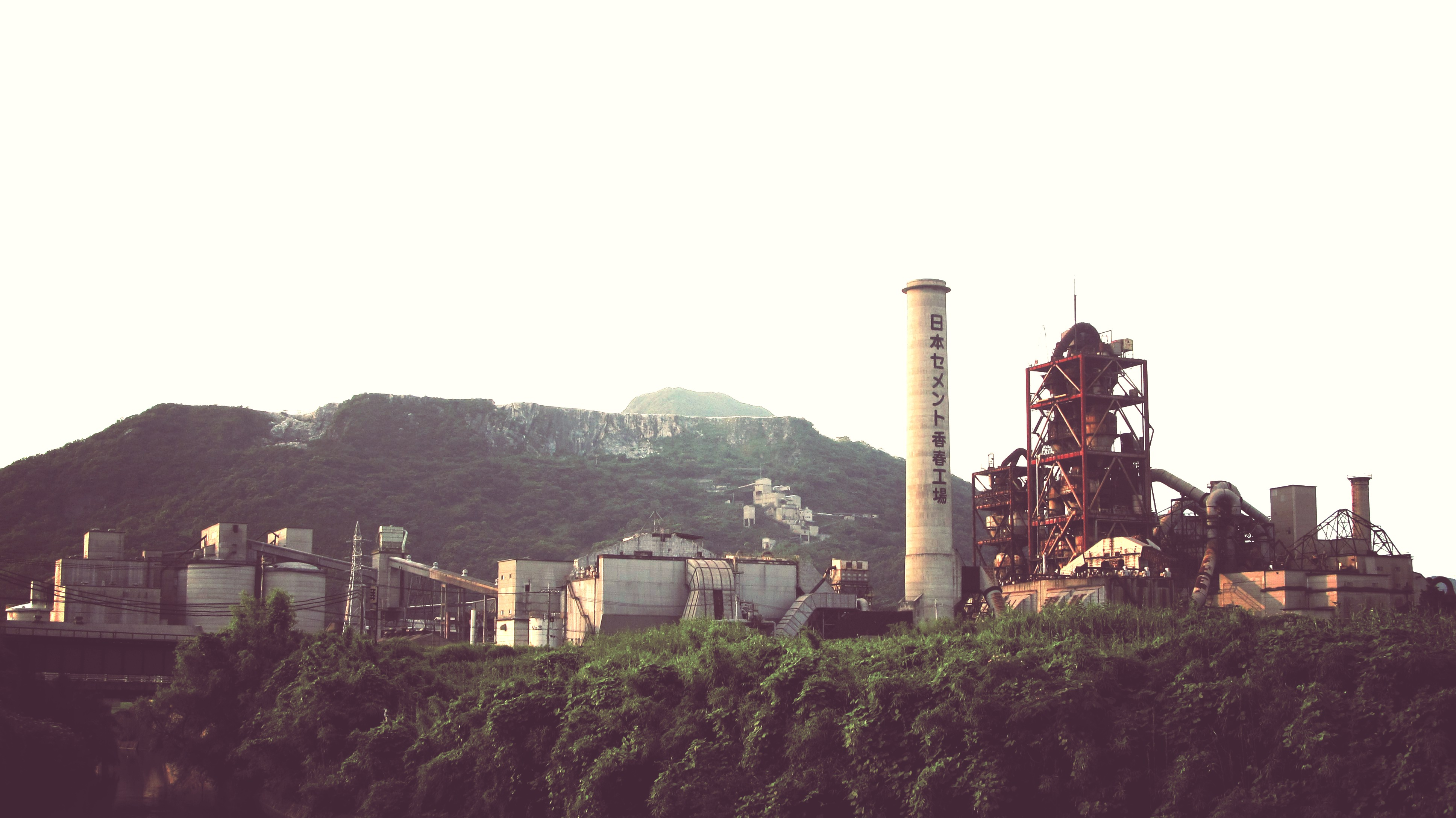
旧・香春太平洋セメント香春工場。セメント生産は2004年3月までに終了し、石灰石採掘部門が香春鉱業として存続している。

### 町内に本社を置く主な企業
- ジャパンキャステリング[6][7]
- 香春鉱業[8][9]
- 香春石灰化学工業[10]
- 原鉱業[11]
- ワイエスフード（ラーメン山小屋）

## 観光

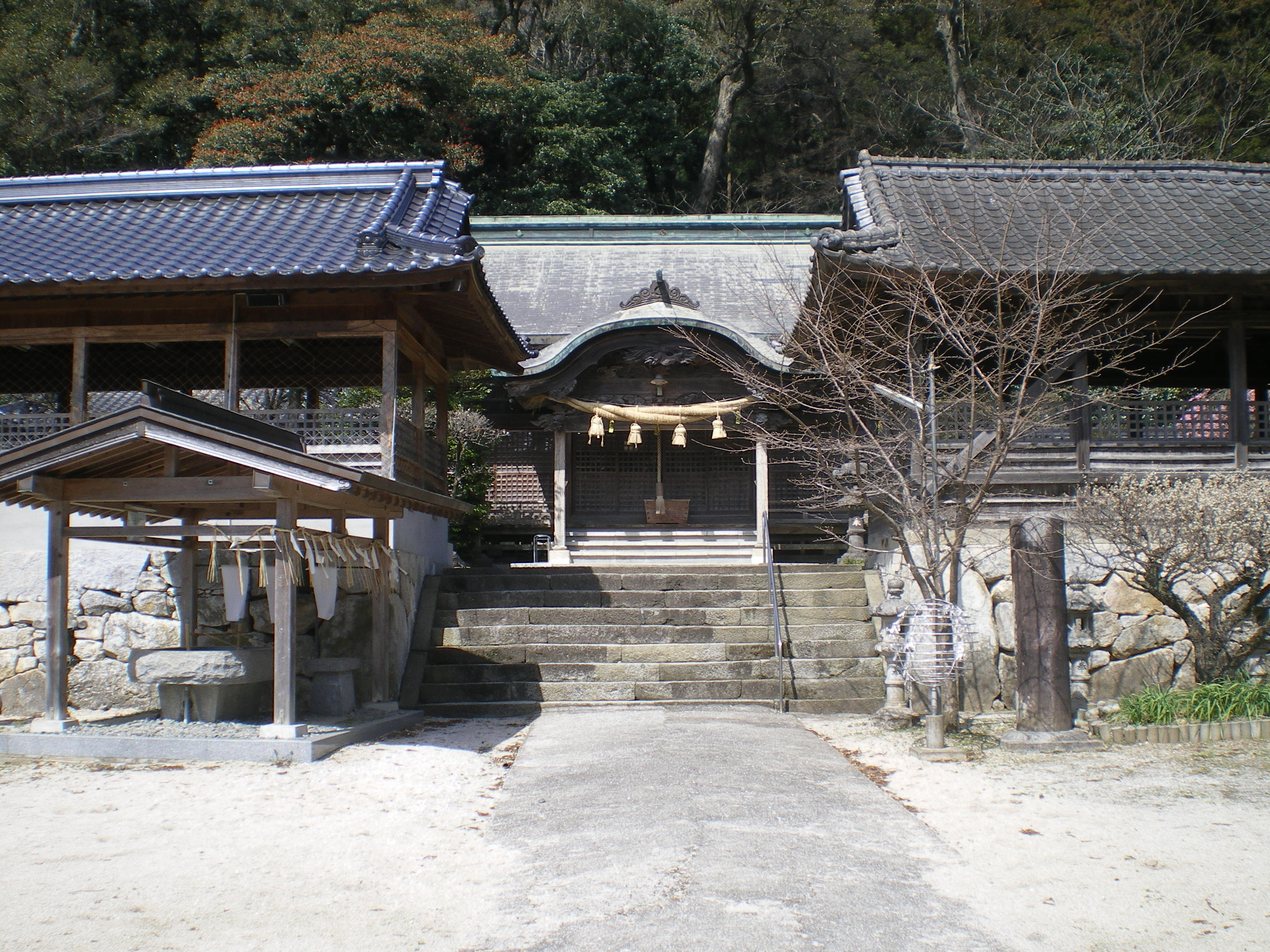
香春神社

### 名所・旧跡・観光地
- 陶芸の上野香春焼が盛んである。
- 歌碑 - 歌碑一覧
  - 豊国の香春は我家紐の児に　いつがり居れば香春は我家
  - 梓弓引き豊国の鏡山　見ず久ならばこほしけむかも
  - 石戸破る手力もがも手弱き　女にしあれば術の知らなく
- 香春岳
- 大岩弘法院磨崖仏
- 香春神社
- 古宮八幡宮
- 現人神社
- 河内王陵
- 鏡ヶ池
- 間歩
- 神宮院では梅が綺麗に咲く名所である。
- 風土記の石碑が建立されている。
- 柿下温泉
- 道の駅香春わぎえの里

### 行事・イベント
- 1月 - 出初め消防訓練、成人式、香春町少年の主張大会
- 2月 - 地区公民館対抗綱引き大会
- 3月 - ふるさと香春梅まつり、福岡県香春町健康ウォーキング大会（2003年より開催される。）、春休み映画祭り
- 4月 - 「神幸」（採銅所地区の歴史的行事）、古宮八幡宮祭り
- 5月 - 陶器まつり
- 6月 - 地区公民館交流スポーツ大会
- 7月 - 子供会親善スポーツ大会
- 8月 - ふるさと香春夏祭り　盆踊り大会
- 9月 - 敬老会（敬老の日に開催される。）
- 10月 - グラウンドゴルフ大会
- 11月 - ふるさと香春秋まつり、農業祭、すこやかマラソン大会
- 12月 - 平成万葉のつどい

## 出身者
★は故人
- 琴剣淳弥 - 元大相撲力士、漫画家 ★
- 生原昭宏 - 日米間の野球交流の発展に尽力した人物。野球殿堂入り ★
- 林えいだい - 記録作家 ★
- 中西績介 - 元社民党衆議院議員・総務庁長官、香春町名誉町民[12]
- 島田啓子 - 長崎国際テレビ報道部員、元アナウンサー
- 白石憲正 - 起業家・実業家
- 加藤時次郎 - 医師・社会運動家 ★